# 堀江卓
堀江 卓（ほりえ たく、男性、1925年3月14日 - 2007年2月8日）は、日本の漫画家。山口県下関市出身。1956年から連載した『つばくろ頭巾』が人気となり、1957年から連載した『矢車剣之助』はテレビドラマ化されて代表作となった。他の代表作には、テレビドラマ化された『天馬天平』や、新東宝で映画化された『ハンマー・キット』などがある。
息子は俳優の堀江信介。

## 来歴
太平洋戦争中は海軍に所属した。終戦後、日立製作所笠戸工場に入り、直営の映画館を任される。支配人を務めながら映画の看板を描く一方、1コマ漫画や4コマ漫画を週刊誌に投稿した。
映画のフィルムを借りに来た大阪でテレビを見て映画の時代は終わると感じ、片手間で描いたコマ漫画が採用されるなら本気で描けば漫画家になれると思い、1955年に漫画家を目指して上京した。1週間でダメなら戻ろうと思って最初に飛び込んだ出版社では、6回描き直させられた挙げ句、編集長に居留守を使われた。しかし、その帰り道に飛び込んだ芳文社で「絵は下手だしストーリーもつたない。しかし、変わっている」と言われ、依頼されるようになる。
1956年、痛快ブック増刊『剣豪ブック』陽春活劇号（3月1日発行）に「俺は藤吉郎だ」を発表してデビュー。以後、『痛快ブック』（芳文社）に時代物の読み切り短編を掲載していった。
『痛快ブック』1957年2月号に掲載された短編「飛燕一刀流」に登場した“つばくろ頭巾”が人気を得た。当時の『痛快ブック』編集者だった藤本七三夫は「西部劇を日本の時代劇に登場させては」と堀江に提案し、5月号より『つばくろ頭巾』の連載が始まった。白馬に乗って拳銃を放つ侍が主人公であるこの作品は3年間の長期連載となり、初期の代表作となるとともに作者を人気作家の地位に押し上げた。
また、『少年』（光文社）1957年8月号からは、後に代表作となる『矢車剣之助』の連載を始める。大岡越前守配下で、剣と銃の達人である少年剣士・矢車剣之助が、謎の黒覆面「夜の帝王」に扮し活躍するこの作品は、無限の弾数を持つ二丁拳銃による派手なアクションや、敵方の城が巨大戦車になるなどのSF的なからくりが全国の子どもたちを熱狂させ、同誌に連載されていた手塚治虫『鉄腕アトム』や横山光輝『鉄人28号』と人気を分けた。後に手塚茂夫主演でテレビドラマ化され、こちらもヒットした。
以後も頼まれた仕事は断らず、『ハンマー・キット』（『少年』）、『ブルージェット』（『おもしろブック』『少年ブック』）、『少年ハリマオ』（『少年クラブ』）、『天馬天平』（『少年画報』）、『隠密剣士』（『週刊少年マガジン』）、『赤い風車』（『ぼくら』）、『スパイキャッチャーJ3』（『ぼくら』）などを連載した。
1974年、短編「路地」を『ビッグコミック』（小学館）7月25日号に発表し、青年誌に進出する。以後、『リイドコミック』などに青年漫画、劇画を執筆する。
1980年からは、『オオカミ王ロボ シートン動物記』（学研）など、名作や伝記、歴史などの学習漫画を執筆。1996年まで漫画を描き続けた。
2007年2月8日、死去。81歳没。

## 作品リスト
- おれは藤吉郎だ （痛快ブック増刊「剣豪ブック」陽春活劇号　1956年3月1日発行）
- デカンショくん （痛快ブック　1956年 6月号付録）
- 忠治子守りうた （痛快ブック増刊「剣豪ブック」白刃乱舞号　1956年8月20日発行）
- 江戸っ子奉行遠山金四郎（痛快ブック 1956年7月号付録 -1957年 5月号）
- 剣豪一刀流（痛快ブック 1956年8月号付録）
- 鞍馬二刀流 （痛快ブック 1956年11月号付録）
- 魚河岸の石松（痛快ブック 1956年12月号付録）
- 豪力雲竜
- 飛燕一刀流
- 『つばくろ頭巾』完全版、マンガショップ、2007 - 『飛燕一刀流』の登場人物の一人を主人公にしたもの
- 『矢車剣之助』光文社、1959 秋田書店、1967、講談社漫画文庫、1976- アース出版局、1993　ドラマ化
- 『天馬天平』全5巻　少年画報社、1957-58 - ドラマ化
- 『ブルージェット』きんらん社、1961
- 『ハンマー・キット』完全版、マンガショップ、2010
- あばれ頭巾
- 風速一平太
- 『太陽仮面』（原作･川内康範）完全版、マンガショップ、2007
- 『ガン・キング』講談社、1961
- 『少年ハリマオ』きんらん社、1960　朝日ソノラマ・サン・コミックス、1968
- 『黒い野牛』完全版、マンガショップ、2007
- 怪傑黒い月
- 保安官キッド
- 『隠密剣士』完全版、マンガショップ、2009 - テレビドラマの漫画化
- 『黒王子』完全版、マンガショップ、2010
- 戦国の虎
- 『忍者シデン』完全版、マンガショップ、2008
- 『スパイキャッチャーJ3』（原作･都筑道夫）完全版、マンガショップ、2010 - 特撮テレビドラマの漫画化
- 『少年ハリケーン』完全版　マンガショップ、2006
- 『赤い風車』秋田書店・サンデーコミックス、1968　完全版、マンガショップ、2006
- 『黒い編笠』ーテレビ放送された時代劇のコミカライズを『ぼくら』に連載
- ウルトラセブン（ぼくら 1968年6月号付録） - 　特撮テレビドラマの漫画化
- 『上杉謙信』宮崎惇原作 (講談社劇画伝記文庫 1969
- 『豊臣秀吉』宮崎惇 原作 (講談社劇画伝記文庫 1970
- 路地
- 劇画関東大震災
- 万華鏡
- 遠賀川
- ニルスのふしぎな旅
- シートン動物記
- 『天下の副将軍 水戸黄門』学習研究社, 1981.7
- 『聖徳太子 国づくりの若きリーダー』(学研まんが. 伝記シリーズ) 学習研究社, 1982.1
- 『源氏と平氏（日本の歴史 5）』学習研究社, 1982.3
- 『元寇のあらまし（日本の歴史 6）』学習研究社, 1982.
- 『南北朝の争い（日本の歴史 7）』学習研究社, 1982.
- 『平家物語 (コミグラフィック. 日本の古典)』辻真先構成. 暁教育図書, 1982.9
- 『心中天網島 女殺油地獄・曽根崎心中』(コミグラフィック. 日本の古典) 辻真先 構成. 暁教育図書, 1983.5
- 『まんがでわかる刑法』（原作円山雅也）集英社、1983
- 『まんがでわかる刑法の落とし穴』円山雅也 著, 集英社, 1987.10
- 『金色夜叉 :尾崎紅葉 不如帰 :徳富蘆花』 (コミグラフィック. 日本の文学) 三上修平構成, 暁教育図書, 1988.2
- 『暮らしを守る法律戦術 知らないと一生ソンする!! まんが』和久峻三原作・監修,学習研究社, 1988.4
- 『高杉晋作 幕末・維新の風雲児 (学研まんが人物日本史) 学習研究社, 1989.11
- 『広島の歴史 ふるさとまんが 上巻 (毛利元就)』祖田浩一原案. 学習研究社, 1989.3
- 『広島の歴史 ふるさとまんが 下巻 (毛利輝元)』祖田浩一原案. 学習研究社, 1989.3
- 『人物日本の歴史 まんがで学習 4 江戸時代(元禄～幕末) 』あかね書房, 1990.4
- 『まんが百人一首なんでも事典』金の星社, 1993.7
- 『おもしろ日本史まんが人々のくらしと経済』全3巻 ぎょうせい, 1996.8
- 源義経
- 西郷隆盛と大久保利通
- エネルギーのひみつ

その他、多数